# Eucalyptus cloeziana
Eucalyptus cloeziana ist eine Pflanzenart innerhalb der Familie der Myrtengewächse (Myrtaceae). Sie kommt an der Ostküste von Queensland sowie in der angrenzenden Great Dividing Range vor und wird dort „Messmate“, „Queensland Messmate“, „Gympie Messmate“, „Yellow Messmate“ oder „Dead Finish“ genannt.

## Beschreibung

### Erscheinungsbild und Blatt

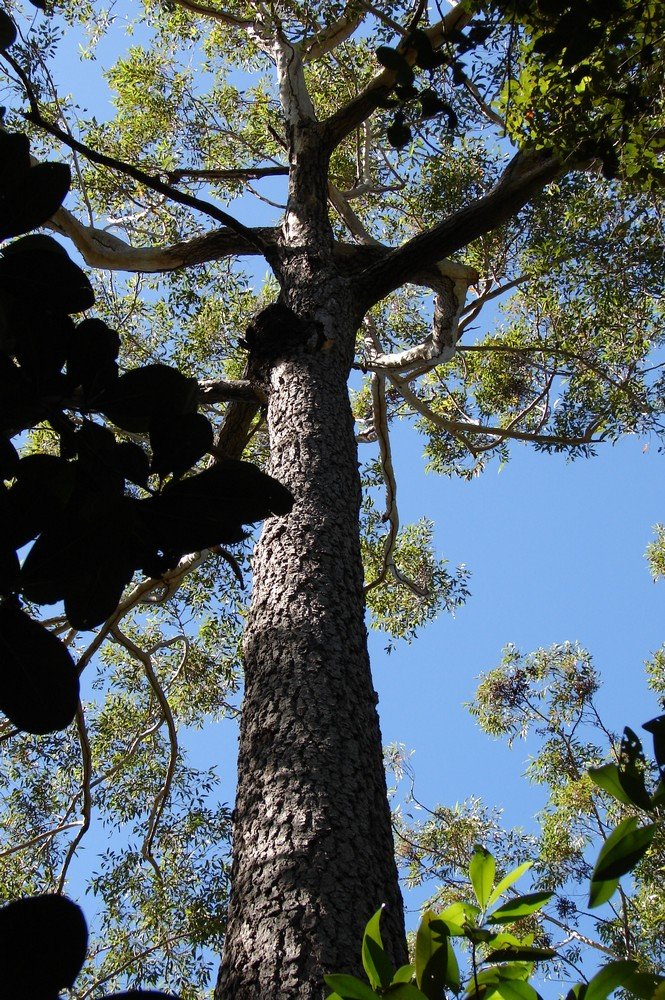
Habitus, Stamm und Borke

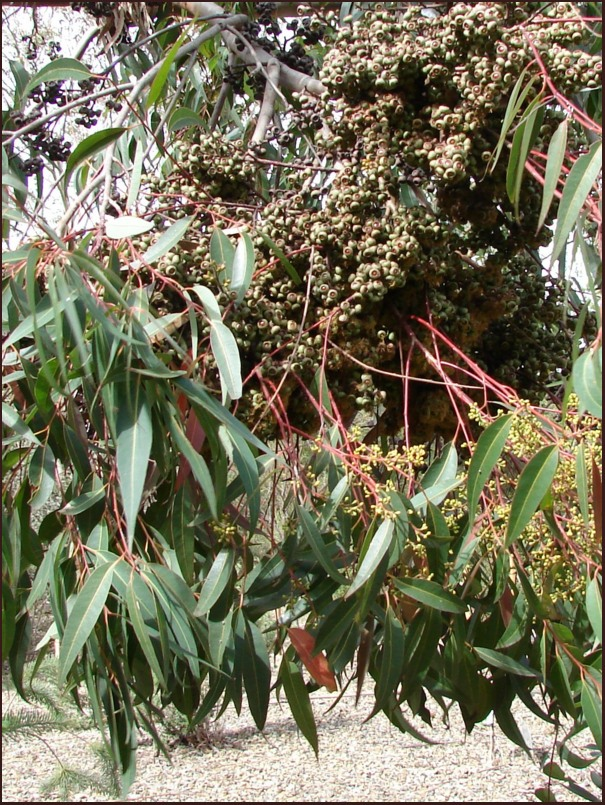
Laubblätter und Blütenstände mit Blütenknospen

Eucalyptus cloeziana wächst als Baum, der Wuchshöhen von 10 bis 35 Meter, in der Gympie Region auch bis zu 55 Meter, erreicht. Die Borke verbleibt am gesamten Stamm oder auch an den kleineren Ästen, ist blassbraun, gelbbraun, graubraun oder braun und parkettiert. Sowohl im Mark der jungen Zweige als auch in der Borke gibt es Öldrüsen.
Bei Eucalyptus cloeziana liegt Heterophyllie vor. Die Laubblätter sind fast immer in Blattstiel und Blattspreite gegliedert. Lediglich an Sämlingen sind die ersten fünf bis neun Blattpaare gegenständig und sitzend oder nur kurz gestielt. Die auf Ober- und Unterseite verschiedenfarbig grau-grüne Blattspreite an Sämlingen sind bei einer Länge von 6 bis 10 Zentimeter und einer Breite von 2 bis 5 Zentimeter elliptisch bis eiförmig. An jungen Exemplaren ist die auf Unter- und Oberseite verschiedenfarbig grüne Blattspreite bei einer Länge von 9 bis 15 cm und einer Breite von 2,5 bis 7 Zentimeter eiförmig bis breit-lanzettlich. An mittelalten Exemplaren ist die matt grau-grüne Blattspreite bei einer Länge von 10 bis 15 Zentimeter und einer Breite von 3 bis 4 Zentimeter breit-lanzettlich bis lanzettlich, sichelförmig gebogen und ganzrandig. Manchmal können auch die Laubblätter an mittelalten Exemplaren sitzend sein. Die auf Ober- und Unterseite verschiedenfarbig matt grünen Blattspreiten an erwachsenen Exemplaren sind bei einer Länge von 8 bis 13 Zentimeter und einer Breite von 1 bis 3 Zentimeter lanzettlich, bis schmal-lanzettlich relativ dünn, sichelförmig gebogen, verjüngt sich zur Spreitenbasis hin und besitzt ein spitzes oberes Ende. Die kaum sichtbaren Seitennerven gehen in einem stumpfen oder spitzen Winkel vom Mittelnerv ab.

### Blütenstand und Blüte
Seitenständig an einem bei einer Länge von 5 bis 10 Millimeter und einem Durchmesser von bis zu 3 Millimeter im Querschnitt stielrunden, schmal abgeflachten oder kantigen Blütenstandsschaft stehen in zusammengesetzten Gesamtblütenständen etwa siebenblütige Teilblütenstände. Die Blütenstiele sind 1 bis 4 Millimeter lang. Die nicht blaugrün bemehlten oder bereiften Blütenknospen sind bei einer Länge von 4 bis 7 Millimeter und einem Durchmesser von 3 bis 4 Millimeter ei- oder keulenförmig. Die Kelchblätter bilden eine Calyptra, die früh abfällt. Die glatte Calyptra ist halbkugelig, so lang und so breit wie der glatte Blütenbecher (Hypanthium). Die Blüten sind weiß oder cremeweiß. Die Blütezeit reicht von November bis Februar.

### Frucht und Samen
Die kurz gestielte Frucht ist bei einer Länge von 5 bis 10 mm und einem Durchmesser von 6 bis 12 mm kugelig oder halbkugelig und drei- bis vierfächrig. Der Diskus ist flach oder leicht angehoben, die Fruchtfächer sind auf der Höhe des Randes oder stehen leicht hervor.
Der gelbbraune Samen ist kubisch oder länglich. Das Hilum befindet sich am oberen Ende.

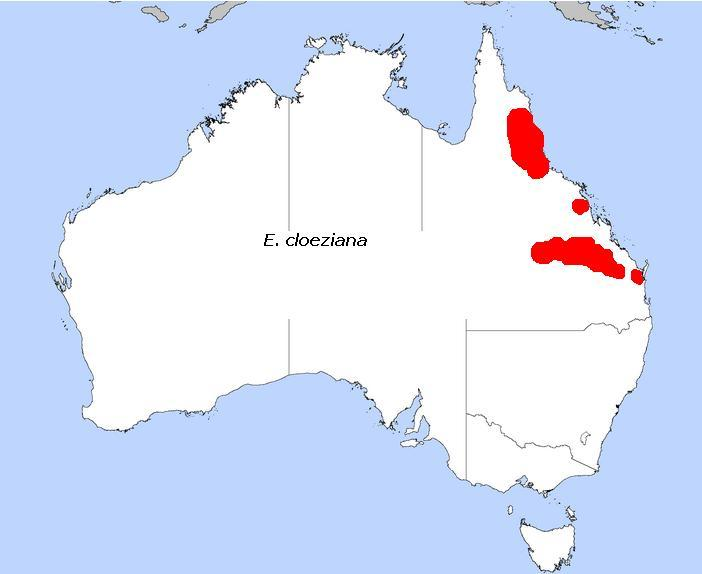
Verbreitungsgebiet

## Vorkommen
Das natürliche Verbreitungsgebiet von Eucalyptus cloeziana ist Ostküste von Queensland von Brisbane bis Mackay und von Townsville bis Cooktown sowie die angrenzende Great Dividing Range von Gympie bis Barcaldine.

## Systematik
Die Erstbeschreibung von Eucalyptus cloeziana erfolgte 1878 durch Ferdinand von Mueller in Fragmenta Phytographiae Australiae, Volume 11, 89, S. 44. Das Typusmaterial weist die Beschriftung In montibus orariis ad Rockingham-Bay; Dallachy auf. Das Artepitheton cloeziana erinnert an den französischen Apotheker „F. S. Cloez“ (1817–1883), der sich mit der Destillation von Eukalyptusölen aus den Laubblättern befasste. Ein Synonym von Eucalyptus cloeziana F.Muell. ist Eucalyptus stannariensis F.M.Bailey.
Es gibt natürliche Hybriden von Eucalyptus cloeziana mit Eucalyptus acmenoides.

## Nutzung
Das Kernholz von Eucalyptus cloeziana ist gelblich-braun und extrem beständig. Es besitzt ein spezifisches Gewicht von 855 bis 1140 kg/m³. Das Holz von Eucalyptus cloeziana wird als schweres Bauholz, beispielsweise für Eisenbahnschwellen, im Bergbau, für Pfähle, Stützen und Sparren, eingesetzt.